# Zoran Boukherma
Zoran Boukherma, né le 5 juin 1992 à Marmande (France), est un scénariste et réalisateur français.

## Biographie
Zoran Boukherma est né le 5 juin 1992 à Marmande en Lot-et-Garonne. Issu d'un milieu populaire, il passe son enfance et son adolescence à Port-Sainte-Marie. Après un bac littéraire au lycée George Sand de Nérac, il s'installe à Paris avec son frère jumeau Ludovic Boukherma.
Après des études de langues à l'université Paris-Diderot, Zoran Boukherma entre en 2012 en section scénario à l'École de la Cité. Il en sort diplômé en 2014 et réalise la même année plusieurs courts-métrages, dont Perrault, La Fontaine, Mon Cul ! et Ich bin eine Tata, tous deux primés lors de la 37e édition (2015) du Festival international du court métrage de Clermont-Ferrand. Il co-réalise ensuite avec Ludovic Boukherma, Hugo P. Thomas et Marielle Gautier son premier long-métrage, Willy 1er, présenté par l'ACID au festival de Cannes 2016.
Il remporte en 2019 le prix junior du scénario (anciennement prix Sopadin) pour le scénario de Teddy, un film de loups-garous qu'il co-écrit avec son frère jumeau Ludovic Boukherma. Ils réalisent le film juste après, pendant l'été 2019, avec Anthony Bajon dans le rôle principal aux côtés notamment de Noémie Lvovsky. Le film fait partie de la sélection officielle du Festival de Cannes 2020.
En 2021, toujours en duo avec son frère, il réalise L'Année du requin, un film de requins tourné autour du bassin d'Arcachon avec Marina Foïs, Kad Merad et Jean-Pascal Zadi qui sort à l'été 2022.
En 2022, Boukherma et son frère sont approchés par Hugo Sélignac et Alain Attal pour écrire et réaliser l’adaptation du roman Leurs enfants après eux de Nicolas Mathieu. Le tournage débute à l'été 2023 avec dans les rôles principaux Paul Kircher, Gilles Lellouche, Sayyid El Alami, Ludivine Sagnier entre autres.

## Filmographie
- 2015 : Perrault, La Fontaine, mon cul ![9] (court métrage)
- 2015 : Ich bin eine Tata[10] (court métrage)
- 2016 : Willy 1er coréalisé avec Ludovic Boukherma, Marielle Gautier et Hugo P. Thomas
- 2017 : La Naissance du monstre[11] (court-métrage)
- 2018 : Le Mal Bleu (court-métrage)[12] coréalisé avec Anaïs Tellenne
- 2020 : Teddy coréalisé avec Ludovic Boukherma[13]
- 2022 : L'Année du requin[14]
- 2024 : Leurs enfants après eux[15]

## Distinctions
- ACID Cannes 2016[réf. souhaitée].
- Molodist de Kiev 2016[réf. souhaitée].
- Colcoa Los Angeles 2016[réf. souhaitée].
- Prix Étudiant de la jeunesse au Festival international du court métrage de Clermont-Ferrand[réf. souhaitée].
- Grand Prix au Festival du film culte de Trouville[16]
- Prix d'Ornano-Valenti au festival du cinéma américain de Deauville[17]
- Amphore d'Or et Amphore du Peuple au FIFIGROT 2016[18]
- Prix junior du scénario (ex prix Sopadin) 2019 pour Teddy[19]
- Grand Prix au FIFIB 2020[réf. souhaitée]
- Prix de la critique au Festival du cinéma méditerranéen 2020[réf. souhaitée]
- Sélection officielle au Festival de Cannes 2020 pour Teddy[20]
- Sélection officielle à la 81e Mostra de Venise pour Leurs Enfants Après Eux[21]